# Oene Bottema
Oene Bottema   (Groningen, 25 de desembre de 1901 - Delft, 30 de novembre de 1992) va ser un matemàtic neerlandès.

## Vida i Obra
Bottema, fill d'un ferroviari, va estudiar a la universitat de Groningen en la qual es va graduar el 1924. Acontinuació va començar una carrera acadèmica com a professor de secundària, havent estat professor dels instituts de Hengelo i de Groningen (1924-1933) i director dels de Sappemeer (1933-1935) i Deventer (1935-1941). Simultàniament, va obtenir el doctorat a la universitat de Leiden (1927) i va donar algunes classes com professor extern a les universitats de Groningen i de Leiden.
El 1941 va ser nomenat professor de la universitat tècnica de Delft per substituir David van Dantzig que havia esta acomiadat per les autoritats nazis d'ocupació per la seva condició de jueu. Tot i les reticències que provocava aquesta situació, el món matemàtic no va expressar cap objecció, ans al contrari, semblava convençut que el nomenament asseguraria el desenvolupament de les matemàtiques a Delft. A partir d'aquesta època va començar a desenvolupar el seu interès per la cinemàtica. Bottema va romandre a la universitat de Delft fins a la seva jubilació el 1971, quan va passar a emèrit.
Entre 1951 i 1959 va ser rector de la universitat, càrrec que va exercir amb notable èxit gràcies a la seva erudició i afabilitat en el tracte.
Les seves obres, una desena de llibres i més de tres-cents articles, es poden dividir entre les de natura purament científica i les dedicades a l'ensenyament i la pedagogia. Les de natura científica són bàsicament de geometria i de cinemàtica i mecànica (aproximadament un centenar). En geometria, va ser especialment rellevant el descobriment que va fer d'un contraexemple del teorema de Steiner-Lehmus i en cinemàtica va ser l'introductor del mètode dels invariants instantanis. El seu llibre Theoretical Kinematics (1979), escrit conjuntament amb Bernard Roth, va esdevenir un clàssic en la matèria.